# Melanichneumon marginalis
Melanichneumon marginalis är en stekelart som beskrevs av Tohru Uchida 1926. Melanichneumon marginalis ingår i släktet Melanichneumon och familjen brokparasitsteklar. Inga underarter finns listade i Catalogue of Life.